# Haulani (crater)
Haulani este un crater de impact situat pe Ceres care conține „Pata 1”, unul dintre petele luminoase observate de nava spațială Dawn. Craterul a fost numit după Haulani, zeița hawaiiană a plantelor. În iulie 2018, NASA a lansat o comparație a caracteristicilor fizice, inclusiv craterul Haulani, găsit pe Ceres cu altele similare prezente pe Pământ.

## Geologie

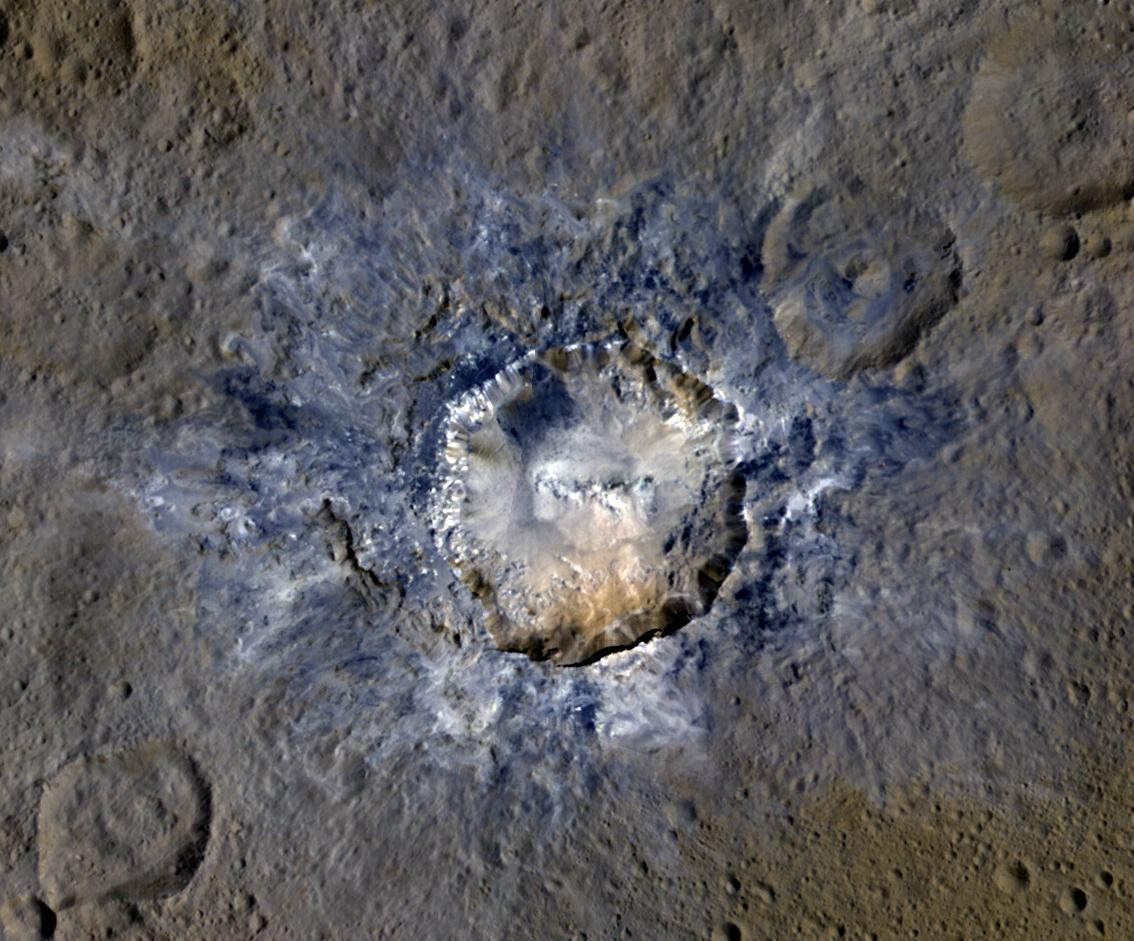
Haulani în culoare îmbunătățită

Haulani este situat lângă marginea vestică a unui podiș, cu doi munți mici în formă de cupolă — Dalien Tholus și un munte fără nume — mărginind craterul la vest. Haulani este înconjurat de o pătură extinsă de resturi luminoase care se extinde preferențial spre vest, cu razele craterului extinzându-se până la 490 de kilometri de centrul lui Haulani. Structural, fundul lui Haulani este dominat de o câmpie netedă, cu fundul întrerupt de crăpături și lanțuri de gropi spre nord-vest. O creastă muntoasă pe direcția est-vest de ~21,8 km lungime și până la 300 m înălțime ocupă centrul Haulani. Ca și în cazul multor cratere de pe Ceres, Haulani a suferit de eroziune, cu depozite de alunecări de teren de pe marginea craterului care acoperă părți ale fundului său. Este unul dintre cele mai tinere cratere mari de pe Ceres, despre care se estimează că s-a format între 1,7 și 5,9 milioane de ani în urmă. Ca rezultat, este una dintre cele mai strălucitoare forme de relief de pe Ceres.